# Amaury Banhos Pôrto de Oliveira
Amaury Banhos Pôrto de Oliveira (* 1926) ist ein ehemaliger brasilianischer Diplomat.

## Leben
Amaury Banhos Pôrto de Oliveira trat in den auswärtigen Dienst und diente zunächst in Caracas, Venezuela. 1952 war er Geschäftsträger in San Salvador.
1947 wurde die Partido Comunista do Brasil verboten. 1953 wurde im O Globo eine angebliche Mitgliedsliste der „Célula Bolívar“ veröffentlicht, auf welcher auch Amaury Banhos Porto de Oliveira genannt wurde. 1954 wurden im Rahmen der antikommunistischen Kampagne von Carlos Lacerda fünf Diplomaten, darunter João Cabral de Melo Neto, Antonio Houaiss und Amaury Banhos Porto de Oliveira als subversiv verleumdet und aus dem diplomatischen Dienst ausgeschlossen. Die Ausschlüsse von 1954 wurden durch einen Gerichtsbeschluss des Supremo Tribunal Federal für rechtswidrig und ungültig erklärt.
1958 war Amaury Banhos Pôrto de Oliveira Gesandtschaftssekretär zweiter Klasse und fungierte 1959 zeitweise als Geschäftsträger in Tel Aviv. Am 29. Februar 1960 erteilte ihm Elisabeth II. Exequatur als Konsul für Southampton, die Countries of Berkshire, Cornwall, Devon, Dorset, Hants, Somerset, Wiltshire, Isle of Wight, die Kanalinseln und die britischen Besitzungen im Mittelmeer.
1961 war er Geschäftsträger in Rabat. 1966 war er Geschäftsträger in Den Haag. Von 1971 bis 1972 war er Geschäftsträger in Kairo. Vom 4. bis 20. Februar 1975 war er Geschäftsträger in Beirut. 1981 übte er das Amt des Generalkonsuls in Rotterdam aus. Von 1987 bis 1990 vertrat er Brasilien als Botschafter in Singapur.

## Veröffentlichungen
- O gás natural: uma energia civilizante?
- O Desafio Tecnológico da, França Revista Brasileira de Tecnologia, 1988. 19/3. 61–64.
- Dissonâncias e convergências sino- japonesas no século XXI. Política Externa, São Paulo, v. 12, n. 4, p. 7–22